# Beschermbrief

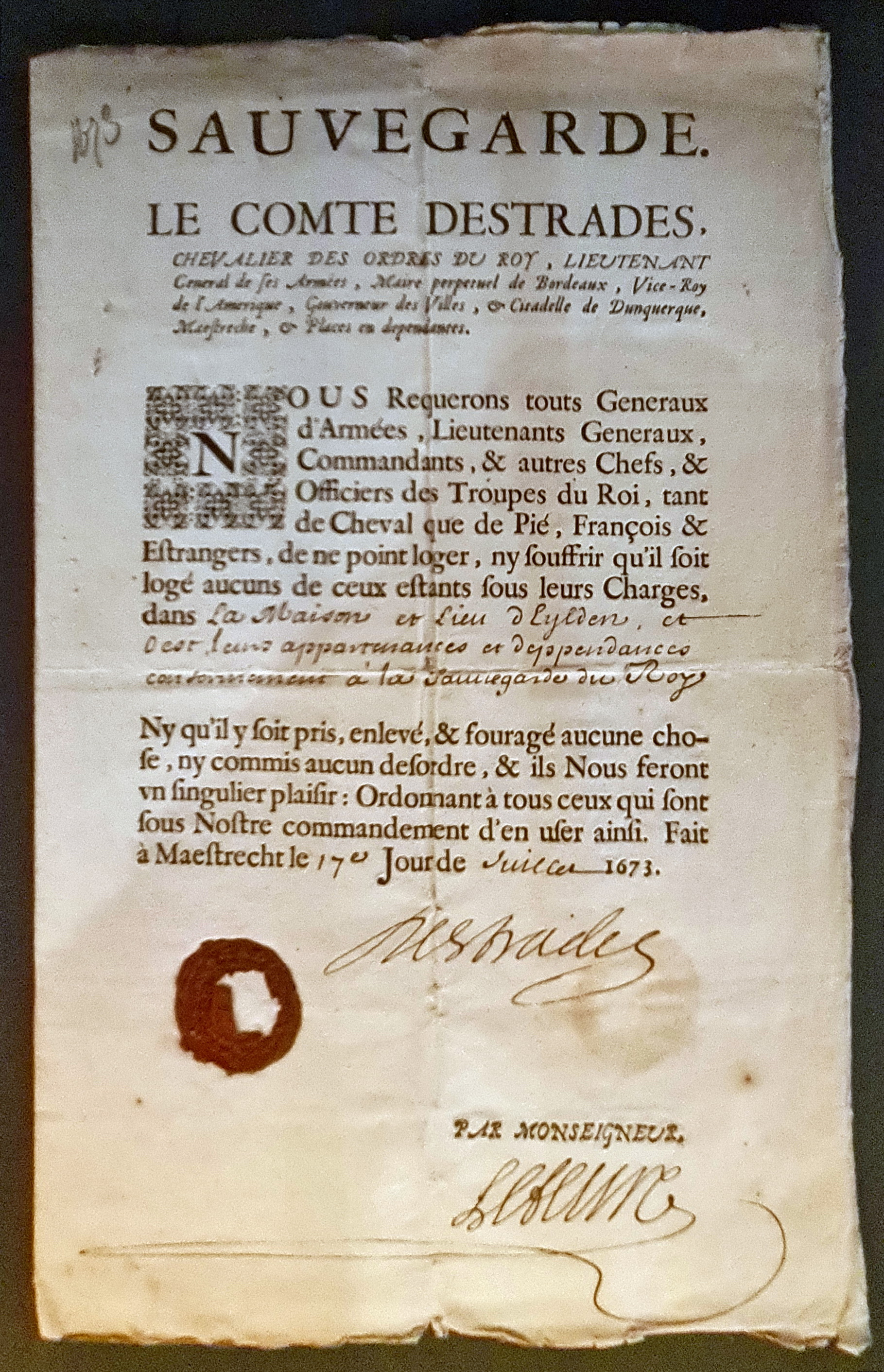
Sauvegarde van gouverneur D'Estrades voor de burgers van Eijsden en Oost (1673)

Een beschermbrief, ook beschermingsbrief, schutbrief of sauvegarde genoemd, was in vroeger tijden een document waarmee individuen, bepaalde groepen, instellingen of plaatsen door een hoge autoriteit zoals de koning, werden gevrijwaard van plundering, brandschatting of inkwartiering door, bijvoorbeeld, soldaten.
Zo kon aan een klooster een sauvegarde worden verleend, maar ook aan bepaalde kwetsbare groepen mensen, zoals Joden of zigeuners, of aan plaatsen, zoals in 1673 aan de inwoners van Eijsden en Oost (zie afbeelding hiernaast). Het betrof meestal een voorgedrukt formulier, waarop de naam van de gevrijwaarde persoon, instelling of plaats kon worden ingevuld, en dat ondertekend en verzegeld was door de vertegenwoordiger van de hoge autoriteit, bijvoorbeeld een militaire gezaghebber.
Vaak moest men voor een beschermbrief een aanzienlijke som betalen. Zo maakte de Franse administrateur van Maastricht in 1674, een jaar na de inname van de stad door Lodewijk XIV van Frankrijk, bekend dat Franse onderdanen die voor bepaalde zaken naar Brussel of Den Haag moesten reizen, onder voorwaarden een sauvegarde konden kopen.
Iets soortgelijks was de geleidebrief, die koeriers of andere reizigers bij zich hadden.